# بترا بينوشكوفا
بترا بينوشكوفا مواليد 7 فبراير 1982 في بارتيزانسكى، سلوفاكيا، هي لاعبة كرة يد سلوفاكية تلعب كوسط مدافع. مثلت منتخب سلوفاكيا لكرة اليد للسيدات.

## سجل المنافسة
شاركت في البطولات التالية:
- بطولة أوروبا لكرة اليد للسيدات 2014

## روابط خارجية
- بترا بينوشكوفا على موقع الاتحاد الأوروبي لكرة اليد (الإنجليزية)